# Eriopyga bravoae
Eriopyga bravoae là một loài bướm đêm trong họ Noctuidae.